# Chinoscopus
Chinoscopus este un gen de păianjeni din familia Salticidae.
Cladograma conform Catalogue of Life:
| Chinoscopus | \| \| Chinoscopus ernsti \| \| \| \| \| \| Chinoscopus flavus \| \| \| \| \| \| Chinoscopus gracilis \| \| \| \| \| \| Chinoscopus maculipes \| \| \| \| |
|             | \| \| Chinoscopus ernsti \| \| \| \| \| \| Chinoscopus flavus \| \| \| \| \| \| Chinoscopus gracilis \| \| \| \| \| \| Chinoscopus maculipes \| \| \| \| |
|             | Chinoscopus ernsti |
|             | |
|             | Chinoscopus flavus |
|             | |
|             | Chinoscopus gracilis |
|             | |
|             | Chinoscopus maculipes |
|             | |